# Antanas Sutkus
Antanas Sutkus (Kluoniškiai, Kaunas, Lituânia em 27 de junho de 1939) é um fotógrafo de renome lituano destinatário do en:Lithuanian National Prize e en:Order of the Lithuanian Grand Duke Gediminas. Ele foi um dos fundadores e um co-presidente da Sociedade de Arte fotográfica da Lituânia (em lituano) Lietuvos fotografijos meno draugija).
A série de Sutkus, Pessoas da Lituânia, é considerada uma de suas obras mais importantes. É um projeto contínuo iniciado em 1976 para documentar a vida e a mudança das pessoas da Lituânia. Trabalhando no momento em que a Lituânia (que a RSS Lituânia) era parte da União Soviética, Antanas Sutkus focado em retratos a preto e branco de pessoas comuns em seu dia a dia, em vez de dos cidadãos-modelo e trabalhadores promovidos pela Propaganda soviética. Antanas Sutkus teve a oportunidade de passar um tempo com Jean-Paul Sartre e Simone de Beauvoir de, em 1965, quando eles visitaram a Lituânia. Uma imagem, tomada contra a areia branca do Nida, é altamente considerado como capturar as idéias de Sartre.